# La frenesia dell'avventura
La frenesia dell'avventura (Einbrecher) è un film del 1930 diretto da Hanns Schwarz.

## Trama
Dumontier, proprietario di una fabbrica di giocattoli, si occupa molto di più delle sue bambole che della moglie Renée. Questa, allora, accetta la corte di Serigny, un suo ammiratore, e i due si fissano un appuntamento. Vengono però interrotti dall'arrivo di Jean Durand, un ladro affascinante che si dimostra subito interessato alla bella Renée. Si scopre che in realtà Jean è uno scrittore da lungo tempo innamorato della donna. Dumontier un giorno lo sorprende con la moglie: all'inizio si arrabbia, poi, rendendosi conto che i due sono innamorati, li lascia liberi di vivere la loro storia.

## Produzione
Il film, che venne girato a Parigi, fu prodotto da Erich Pommer per l'Universum Film (UFA) di Berlino.

### Musiche
Le musiche del film sono firmate da Franz Waxman e da Friedrich Hollaender, che compare anche nelle vesti di direttore musicale. Vi appare anche l'orchestra di Sidney Bechet. Le coreografie dei numeri musicali furono affidate a Heinz Lingen.

## Distribuzione
Distribuito dall'Universum Film (UFA), il film ottenne il 28 novembre 1930 il visto di censura B.27526 che ne vietava la visione ai minori. Uscì nelle sale cinematografiche tedesche il 16 dicembre 1930, presentato a Berlino al Gloria-Palast. In Svezia, il film fu distribuito il 7 aprile 1931.